# Coppa Sabatini 1978
La Coppa Sabatini 1978, ventiseiesima edizione della corsa, si svolse il 4 marzo 1978 su un percorso di 198 km. La vittoria della corsa, tornata a disputarsi dopo un anno di stop, fu appannaggio dell'italiano Francesco Moser, che completò il percorso in 4h40'00", precedendo i connazionali Giuseppe Saronni e Franco Bitossi.

## Ordine d'arrivo (Top 10)
| Pos. | Corridore           | Squadra              | Tempo    |
| ---- | ------------------- | -------------------- | -------- |
| 1    | Francesco Moser     | Sanson               | 4h40'00" |
| 2    | Giuseppe Saronni    | Scic Colnago         | s.t.     |
| 3    | Franco Bitossi      | Gis Gelati           | s.t.     |
| 4    | Pierino Gavazzi     | Zonca                | s.t.     |
| 5    | Bruno Wolfer        | Zonca                | s.t.     |
| 6    | Giuseppe Martinelli | Magniflex-Olmo       | s.t.     |
| 7    | Wladimiro Panizza   | Vibor                | s.t.     |
| 8    | Johan De Muynck     | Bianchi-Faema        | s.t.     |
| 9    | Ignazio Paleari     | Fiorella             | s.t.     |
| 10   | Alfredo Chinetti    | Selle Royal-Inoxpran | s.t.     |